# Landschaftsschutzgebiet Keffelke

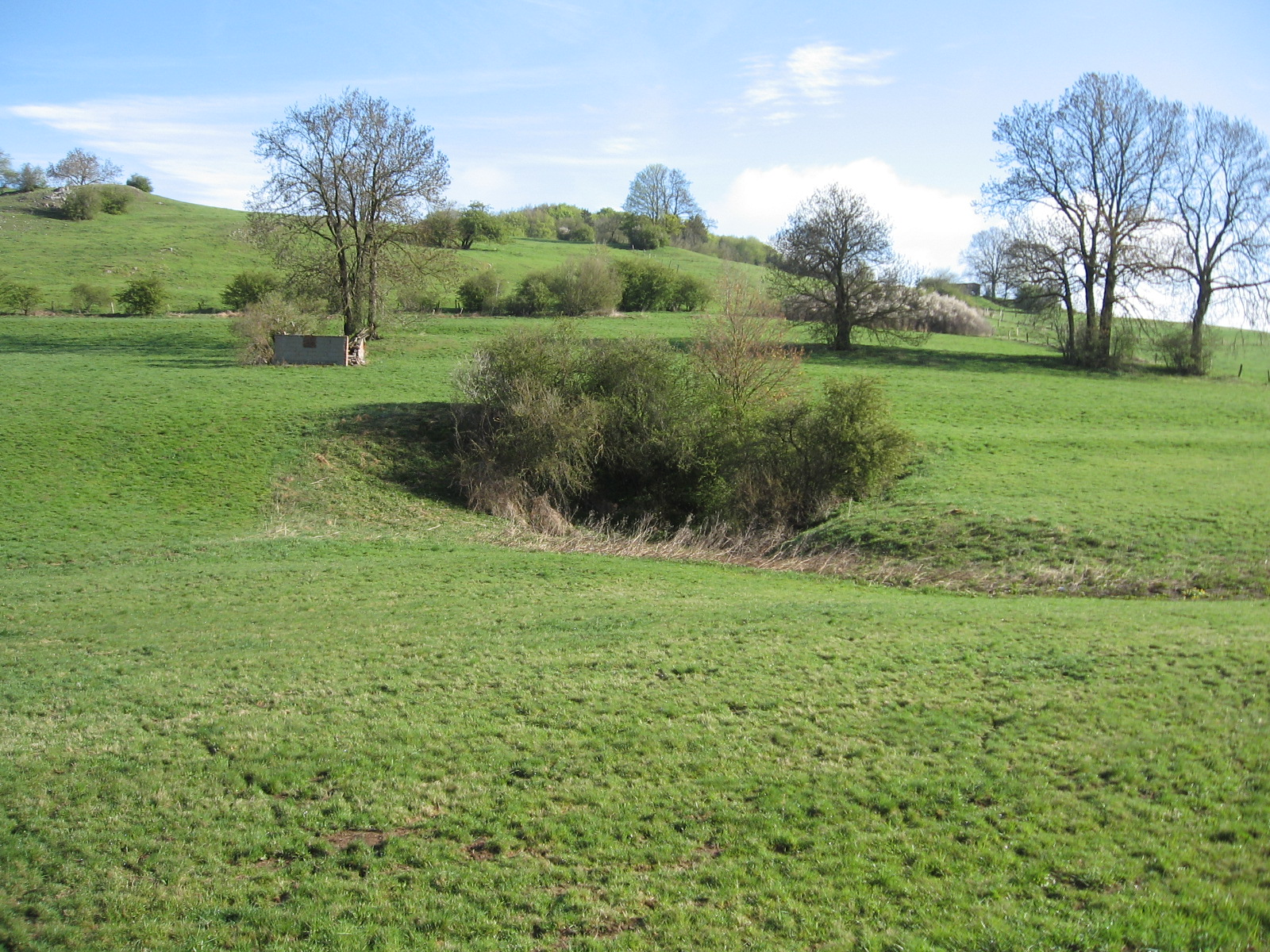
Naturdenkmal Schwalgloch Keffelke (Buschbereich im Vordergrund)

Das Landschaftsschutzgebiet Keffelke mit 33,01 ha Größe liegt östlich von Brilon. Das Gebiet wurde 2008 mit dem Landschaftsplan Briloner Hochfläche durch den Hochsauerlandkreis als Landschaftsschutzgebiet (LSG) ausgewiesen. Das LSG grenzt nördlich an das Naturschutzgebiet Schaaken und südlich an das Naturschutzgebiet Heimberg. Das NSG grenzt nördlich und nordöstlich an das Landschaftsschutzgebiet Magergrünland an Feldberg und Schaaken. Westlich und östlich grenzt das Landschaftsschutzgebiet Offenland südöstlich Brilon an. Durch das LSG verläuft die B 7. Im LSG liegt das Naturdenkmal Schwalgloch Keffelke. Der Nordteil des LSG gehört seit 2023 zum Vogelschutzgebiet Diemel- und Hoppecketal mit angrenzenden Wäldern.

## Beschreibung und Vorschriften
Im LSG liegen nur Grünlandbereiche die gemäht oder beweidet werden und kleinere Gehölzbereiche. Teile des LSG nördlich der B 7 sind als geschütztes Biotop nach §30 BNatschG Biotop BK-4517-0191 Bach bei Keffelke mit 11,27 ha dokumentiert worden. Im Biotop verläuft ein Quellbach mit Weiden-Ufergehölz, der in einem Schwalgloch versickert. Der Bach ist von intensiv genutzten Wiesen umgeben. Der etwa 500 m lange Bach wird nur in der östlichen Hälfte von einem Weidengehölz gesäumt. Im Westen dominieren Hochstauden. Das Schwalgloch ist von Gebüschen umgeben.  Die Wiesen werden durch einige Baumgruppen und Gebüsche strukturiert. Das Biotopkataster führt als Schutzziel auf: Erhaltung eines naturnahen Baches.
Das Landschaftsschutzgebiet Keffelke wurde als Landschaftsschutzgebiet vom Typ C, Wiesentäler und bedeutsames Extensivgrünland, ausgewiesen. In den Landschaftsschutzgebieten vom Typ C des Landschaftsplangebietes sind Erstaufforstungen und auch die Neuanlage von Weihnachtsbaumkulturen, Schmuckreisig- und Baumschulkulturen verboten. Ferner besteht ein Umwandlungsverbot von Grünland und Grünlandbrachen in Acker oder andere Nutzungsformen. Eine maximal zweijährige Ackernutzung innerhalb von zwölf Jahren ist erlaubt, falls damit die Erneuerung der Grasnarbe vorbereitet wird. Dies gilt als erweiterter Pflegeumbruch. Dabei muss ein Mindestabstand von 5 m vom Mittelwasserbett eingehalten werden. Für den Anbau von nachwachsenden Rohstoffen ist eine Befreiung vom Verbot des Grünlandumbruchs im Rahmen einer Einzelfallprüfung möglich.

## Schutzzweck
Die Ausweisung erfolgte zur Erhaltung, Ergänzung und Optimierung eines Grünlandbiotop-Verbundsystems, insbesondere mit den Naturschutzgebiets-Ausweisungen im Grünland. Dadurch sollen Tiere und Pflanzen Wanderungs- und Ausbreitungsmöglichkeiten behalten. Wie die anderen Landschaftsschutzgebiete vom Typ C dient auch diese Ausweisung als Pufferzone für angrenzende Naturschutzgebiete.